# Казенно-Майданське сільське поселення
Казе́нно-Майда́нське сільське поселення (рос. Казённо-Майданское сельское поселение) — муніципальне утворення у складі Ковилкінського району Мордовії, Росія. Адміністративний центр — село Казенний Майдан.

## Географія
Казенно-Майданське сільське поселення розташоване в південно-західній частині Ковилкінського району. Відстань від с. Казенний Майдан до районного центру Ковилкіно — 25 км.
Сільське поселення межує на заході з Наровчатським районом Пензенської області, на сході — з Інсарським районом, на півночі — з Кочелаєвським, Мордовсько-Вечкенінським і Мордовсько-Коломасовським, на півдні — з Красношадимським сільськими поселеннями Ковилкінського району.
Кордони сільського поселення затверджені Законом РМ № 21-3 від 12 березня 2010 року «Про перетворення деяких муніципальних утворень Ковилкінского муніципального району та адміністративно-територіальних одиниць Ковилкінського муніципального району Республіки Мордовія».
Територія сільського поселення займає східні окраїни Оксько-Волзьких низин. Характеризується абсолютними висотами 150—200 метрів, переважно хвилястим рельєфом і долинно-балковим типом розчленування поверхні з відносним перевищенням вододілів над річковими долинами 50-100 м.
Територія сільського поселення досить багата відкритими водними джерелами. Головним елементом гідрографічної мережі є річки Сеїтьма і Шадимка. Річка Сеїтьма по території сільського поселення протікає в північно-східному напрямку, річка Шадимка — в південному напрямку.
В рельєфному відношенні всю територію поселення можна розділити на північно-західну, північну і південну частини. Північно-західна і північна частини більш вирівняні. Південна частина поселення відрізняється сильною розчленованістю яружно-балочної мережею. Днища майже всіх ярів широкі, що досягають до 150 м і ширше. У північній частині розвинута широка заплава річки Сеїтьма. Рельєф заплави має слабохвилястий характер. Яри і балки мають значну глибину, схили і днища в більшості своїй задерновані.
У структурі природної рослинності переважають змішані і широколисті ліси, лугові поля. Під лісом близько 18 %.

## Історія
Станом на 2002 рік існували Казенно-Майданська сільська рада (село Казенний Майдан), Стародракинська сільська рада (село Старе Дракино, присілок Нове Дракино) та Шадимська сільська рада (села Рискіно, Шадим, селище Зоря).
12 березня 2010 року до складу сільського поселення були включені ліквідовані Стародракинське сільське поселення (село Старе Дракино, присілок Нове Дракино) та Шадимське сільське поселення (села Рискіно, Шадим, селище Зоря).

## Населення
Населення — 1107 осіб (2019, 1361 у 2010, 1586 у 2002).
Демографічна ситуація, що склалася в муніципальному утворенні, характеризується недостатнім рівнем народжуваності, що не забезпечує простого відтворення населення, високим рівнем смертності, особливо чоловіків у працездатному віці, негативним балансом міграційного потенціалу. Основною причиною зниження чисельності населення є природний спад. Смертність перевищує народжуваність більш ніж в 3 рази. Погіршення демографічної ситуації відбувається також тому, що до природного зменшення додається міграційний відтік населення. Основними галузями використання робочої сили залишаються: сільське господарство, переробка деревини, кооперативи, сфера обслуговування, освіта.

## Склад

Населенні пункти Казенно-Майданського сільського поселення

До складу поселення входять такі населені пункти:
| Населений пункт        | Населення, осіб (2002) | Населення, осіб (2010) |
| ---------------------- | ---------------------- | ---------------------- |
| Зоря, селище           | 7                      | 0                      |
| Казенний Майдан, село  | 377                    | 305                    |
| Нове Дракино, присілок | 237                    | 214                    |
| Рискіно, село          | 99                     | 76                     |
| Старе Дракино, село    | 505                    | 402                    |
| Шадим, село            | 361                    | 364                    |

## Господарство
Система розселення і планувальна структура склалися в основному ще в XIX столітті, і принципово не змінилися протягом XX—XXI століть. Територія сільського поселення має яскраво виражену сільськогосподарську спеціалізацію, що, перш за все, визначило структуру розселення.
На території сільського поселення добре розвинена інженерно-транспортна інфраструктура. Територією сільського поселення проходить мережа газопроводів високого тиску, всі населені пункти газифіковані.
Найближча залізнична станція Ковилкіно Куйбишевської залізниці — за 13 км. Пасажирське сполучення з республіканським та районним центрами — автомобільне. Територією сільського поселення проходить автодорога регіонального значення «Розовка — Ковилкіно — Торбеєво — Казенний-Майдан — Малий Шадим — Янгужинський Майдан — Алькіно» (3 категорія).
Соціальну сферу представляють:
- МБУК «Культурно-дозвільний центр» с. Казенний Майдан.
- Будинок дозвілля с. Шадим.
- Будинок дозвілля с. Старе Дракино.
- Шадимская сільська бібліотека.
- Казенно-Майданська сільська бібліотека.
- Стародракинская сільська бібліотека.
- Три школи:

- МБОУ «Мордовсько-Шадимская початкова школа»,
- МБОУ «Казенно-Майданська початкова школа»,
- МБОУ «Стародракинска загальноосвітня середня школа».

- Казенно-Майданська амбулаторія.
- Два фельдшерсько-акушерських пункти:

- с. Шадим,
- с. Старе Дракино.

- Два Відділення поштового зв'язку:

- с. Казенний Майдан.
- с. Старе Дракино.

- Шість підприємств торгівлі.
- Аптека № 56 с. Казенний Майдан.
- Відділення ощадбанку 4306/70 с. Казенний Майдан.
- Сільський історичний музей бойової і трудової слави «Пам'ять».

Культурно-дозвільний центр ось вже протягом багатьох років є центром творчого життя села Казенний Майдан. У 1980 році тут був організований колектив художньої самодіяльності «Берізка». Колектив художньої самодіяльності Стародракинського будинку дозвілля «Ліхтіпряня» своїми мордовськими піснями радували глядача не тільки свого села, але і населення інших сіл і міст, в яких вони брали участь фестивалях «Шумбрат Мордовія», «Слов'янська писемність».
Природно-кліматичні умови в території сільради сприятливі для розвитку сільського господарства, для обробітку основних районованих сільськогосподарських культур, проте результати сільськогосподарської діяльності в рослинництві в значній мірі залежать від складаються агрометеорологічних умов.
Сільськогосподарське виробництво на території сільського поселення розвинене в повному обсязі. На території поселення розташовується ЗАО «Мордовбекон» та селянсько-фермерські господарств СФГ «Францева», СФГ «Маркова», СФГ «Костькін А. В.», СФГ «Аверчєнков С. С.», СФГ «Єсіна Т. Н.». Крім того, значну частину території займають селянські господарства. Рослинництво спеціалізується на виробництві зерна. Тваринництво розвинене у великому обсязі, спеціалізація тваринництва у населення — виробництво м'яса великої рогатої худоби, свиней, овець, птиці, виробництво молока.
Загальна площа земель сільськогосподарського призначення становить 12986 га. Із загальної площі території 84,7 % займають землі сільськогосподарського призначення; 3,1 % — землі населених пунктів; 6,7 % — землі лісового фонду; інші землі — 5,5 %.